# 周银妹
周银妹（1958年—），江苏常州人，汉族，中华人民共和国政治人物、第十一届全国人民代表大会江苏地区代表。
加入农工党。担任江苏长青集团公司董事长兼总经理。2008年起担任全国人大代表。